# بيرسي ليزا
كارلوس بيرسي ليزا إسبينوزا (بالإسبانية: Percy Liza) هو لاعب كرة قدم بيروفي في مركز المهاجم، ولد في 10 أبريل 2000 في شيمبوتي في بيرو.

## وصلات خارجية
بيرسي ليزا على موقع قاعدة بيانات كرة القدم.إي يو (الإنجليزية)
- بيرسي ليزا على موقع ناشيونال فوتبول تيمز (الإنجليزية)
- بيرسي ليزا على موقع Soccerbase.com (لاعب) (الإنجليزية)
- بيرسي ليزا على موقع Soccerway.com (الإنجليزية)
- بيرسي ليزا على موقع عالم كرة القدم.نت (الإنجليزية)
- بيرسي ليزا على موقع AS.com (الإسبانية)